# 20883 Gervais
20883 Gervais è un asteroide della fascia principale. Scoperto nel 2000, presenta un'orbita caratterizzata da un semiasse maggiore pari a 2,2529078 UA e da un'eccentricità di 0,1319139, inclinata di 5,94060° rispetto all'eclittica. Ha un diametro di 2,980 km.